# Eccellenza Emilia-Romagna
Il campionato di Eccellenza regionale Emilia-Romagna prevede la partecipazione di 36 squadre divise in due gironi: girone A e girone B. Chi ottiene il maggior numero di punti in ogni girone viene promosso in Serie D. La seconda classificata accede alla fase finale Nazionale dei play-off per designare ulteriori 7 squadre che verranno promosse in Serie D. Le squadre classificate dal 13º al 16º posto disputano i play-out. Le perdenti dei play-out retrocederanno in Promozione. Retrocedono direttamente in Promozione la 17ª e la 18ª classificata di ogni girone.

## Albo d'oro
| Stagione | Girone A              | Girone B             | Promossa dopo Playoff Nazionali | Partecipa ai Playoff Nazionali |
| -------- | --------------------- | -------------------- | ------------------------------- | ------------------------------ |
| 1991-92  | Fidenza               | Argentana            |                                 |                                |
| 1992-93  | Reggiolo              | San Marino           |                                 |                                |
| 1993-94  | Sassolese San Giorgio | Imolese              |                                 | Collecchio Boca                |
| 1994-95  | Mantova               | Iperzola             |                                 | Vis San Prospero Russi         |
| 1995-96  | Virtus Pavullese      | Boca                 |                                 | Casalese Santarcangelo         |
| 1996-97  | Virtus Castelfranco   | San Marino           | Santarcangelo                   | Bagnolese                      |
| 1997-98  | Casalese              | Russi                |                                 | Correggese Massa Lombarda      |
| 1998-99  | Bagnolese             | Bellaria Igea Marina | Fiorano                         | Boca                           |
| 1999-00  | Poggese               | Mezzolara            |                                 | Virtus Pavullese Boca          |
| 2000-01  | Lentigione            | Boca                 |                                 | Pontolliese Massa Lombarda     |
| 2001-02  | Virtus Pavullese      | Ravenna              | Carpi                           | Massa Lombarda                 |
| 2002-03  | Bagnolese             | Cattolica            |                                 | Castellarano Cervia            |
| 2003-04  | Virtus Castelfranco   | Reno Centese         | Mezzolara                       | Virtus Pavullese               |
| 2004-05  | Castellarano          | Cervia               | Meletolese Verucchio            |                                |
| 2005-06  | Fidenza               | Giacomense           |                                 | Formigine Copparese            |
| 2006-07  | Crociati              | Cesenatico           |                                 | Fiorenzuola Savignanese        |
| 2007-08  | Fiorenzuola           | Comacchio Lidi       |                                 | Virtus Pavullese Copparese     |
| 2008-09  | Dorando Pietri Carpi  | Riccione             |                                 | Pallavicino Del Conca Morciano |
| 2009-10  | Bagnolese             | Forlì                | Cesenatico                      | Virtus Pavullese               |
| 2010-11  | BettolaPonte          | Riccione             |                                 | Fidenza Massa Lombarda         |
| 2011-12  | Formigine             | Castenaso            |                                 | Colorno Misano                 |
| 2012-13  | Piacenza              | Romagna Centro       | Imolese                         | Correggese                     |
| 2013-14  | Fiorenzuola           | Ribelle Castiglione  |                                 | Lentigione Sammaurese          |
| 2014-15  | Lentigione            | Sammaurese           | Ravenna                         | Sanmichelese                   |
| 2015-16  | Castelvetro           | Alfonsine            |                                 | Rolo Massa Lombarda            |
| 2016-17  | Vigor Carpaneto       | Rimini               |                                 | Sasso Marconi Folgore Rubiera  |
| 2017-18  | Axys Zola             | Savignanese          |                                 | Rosselli Mutina Classe         |
| 2018-19  | Correggese            | Alfonsine            | Progresso                       | Agazzanese                     |
| 2019-20  | Bagnolese             | Marignanese          |                                 | Colorno Corticella             |
| 2020-21  | Borgo San Donnino     | Borgo San Donnino    | Non disputati                   | Non disputati                  |
| 2021-22  | Corticella            | Fya Riccione         |                                 | Cittadella Vis Modena Colorno  |
| 2022-23  | Borgo San Donnino     | Victor San Marino    |                                 | Agazzanese Progresso           |
| 2023-24  | Cittadella Vis Modena | Sasso Marconi        |                                 | Terre di Castelli Granamica    |
| 2024-25  | Correggese            | Tropical Coriano     |                                 | Vianese Mezzolara              |

In corsivo le squadre ripescate in Serie D.

### Titoli per squadra
| Squadra               | Titoli | Edizioni                                      |
| --------------------- | ------ | --------------------------------------------- |
| Bagnolese             | 4      | 1998-99, 2002-03, 2009-10, 2019-20 (girone A) |
| San Marino            | 3      | 1992-93, 1996-97, 2022-23 (girone B)          |
| Fidenza               | 2      | 1991-92, 2005-06 (girone A)                   |
| Virtus Pavullese      | 2      | 1995-96, 2001-02 (girone A)                   |
| Boca                  | 2      | 1995-96, 2000-01 (girone B)                   |
| Virtus Castelfranco   | 2      | 1996-97, 2003-04 (girone A)                   |
| Lentigione            | 2      | 2000-01, 2014-15 (girone A)                   |
| Fiorenzuola           | 2      | 2007-08, 2013-14 (girone A)                   |
| Riccione              | 2      | 2008-09, 2010-11 (girone B)                   |
| Alfonsine             | 2      | 2015-16, 2018-19 (girone B)                   |
| Borgo San Donnino     | 2      | 2020-21, 2022-23 (girone A)                   |
| Correggese            | 2      | 2018-19, 2024-25 (girone A)                   |
| Argentana             | 1      | 1991-92 (girone B)                            |
| Reggiolo              | 1      | 1992-93 (girone A)                            |
| Sassolese San Giorgio | 1      | 1993-94 (girone A)                            |
| Imolese               | 1      | 1993-94 (girone B)                            |
| Mantova               | 1      | 1994-95 (girone A)                            |
| Iperzola              | 1      | 1994-95 (girone B)                            |
| Casalese              | 1      | 1997-98 (girone A)                            |
| Russi                 | 1      | 1997-98 (girone B)                            |
| Bellaria Igea Marina  | 1      | 1998-99 (girone B)                            |
| Poggese               | 1      | 1999-00 (girone A)                            |
| Mezzolara             | 1      | 1999-00 (girone B)                            |
| Ravenna               | 1      | 2001-02 (girone B)                            |
| Cattolica             | 1      | 2002-03 (girone B)                            |
| Reno Centese          | 1      | 2003-04 (girone B)                            |
| Castellarano          | 1      | 2004-05 (girone A)                            |
| Cervia                | 1      | 2004-05 (girone B)                            |
| Giacomense            | 1      | 2005-06 (girone B)                            |
| Crociati              | 1      | 2006-07 (girone A)                            |
| Cesenatico            | 1      | 2006-07 (girone B)                            |
| Comacchio Lidi        | 1      | 2007-08 (girone B)                            |
| Dorando Pietri Carpi  | 1      | 2008-09 (girone A)                            |
| Forlì                 | 1      | 2009-10 (girone B)                            |
| BettolaPonte          | 1      | 2010-11 (girone A)                            |
| Formigine             | 1      | 2011-12 (girone A)                            |
| Castenaso             | 1      | 2011-12 (girone B)                            |
| Piacenza              | 1      | 2012-13 (girone A)                            |
| Romagna Centro        | 1      | 2012-13 (girone B)                            |
| Ribelle Castiglione   | 1      | 2013-14 (girone B)                            |
| Sammaurese            | 1      | 2014-15 (girone B)                            |
| Castelvetro           | 1      | 2015-16 (girone A)                            |
| Vigor Carpaneto       | 1      | 2016-17 (girone A)                            |
| Rimini                | 1      | 2016-17 (girone B)                            |
| Axys Zola             | 1      | 2017-18 (girone A)                            |
| Savignanese           | 1      | 2017-18 (girone B)                            |
| Marignanese           | 1      | 2019-20 (girone B)                            |
| Corticella            | 1      | 2021-22 (girone A)                            |
| Fya Riccione          | 1      | 2021-22 (girone B)                            |
| Cittadella Vis Modena | 1      | 2023-24 (girone A)                            |
| Sasso Marconi         | 1      | 2023-24 (girone B)                            |
| Tropical Coriano      | 1      | 2024-25 (girone B)                            |

## Supercoppa Emilia-Romagna
La competizione, a carattere "ufficioso", viene organizzata dall’associazione “Quarto Tempo”, formata da importanti figure calcistiche delle province di Bologna, Ferrara e Modena, attive da anni nel sociale, oltre che nel mondo dello sport.
| 2014-2015 | Lentigione                                       | Sammaurese                                       | 2-1                                              | Anzola dell'Emilia                               |                                                  |                                                  |
| 2015-2016 | Alfonsine                                        | Castelvetro                                      | 0-0; 3-1 (dtr)                                   | Crevalcore                                       |                                                  |                                                  |
| 2016-2017 | Rimini                                           | Vigor Carpaneto                                  | 0-0; 4-3 (dtr)                                   | Anzola dell'Emilia                               |                                                  |                                                  |
| 2017-2018 | Axys Zola                                        | Savignanese                                      | 3-0                                              | Castel San Pietro Terme                          |                                                  |                                                  |
| 2018-2019 | Correggese                                       | Alfonsine                                        | 3-0                                              | Castel San Pietro Terme                          |                                                  |                                                  |
| 2019-2020 | Non assegnata a causa della pandemia di COVID-19 | Non assegnata a causa della pandemia di COVID-19 | Non assegnata a causa della pandemia di COVID-19 | Non assegnata a causa della pandemia di COVID-19 | Non assegnata a causa della pandemia di COVID-19 | Non assegnata a causa della pandemia di COVID-19 |
| 2020-2021 | Non assegnata a causa della pandemia di COVID-19 | Non assegnata a causa della pandemia di COVID-19 | Non assegnata a causa della pandemia di COVID-19 | Non assegnata a causa della pandemia di COVID-19 | Non assegnata a causa della pandemia di COVID-19 | Non assegnata a causa della pandemia di COVID-19 |
| 2021-2022 | Non assegnata a causa della pandemia di COVID-19 | Non assegnata a causa della pandemia di COVID-19 | Non assegnata a causa della pandemia di COVID-19 | Non assegnata a causa della pandemia di COVID-19 | Non assegnata a causa della pandemia di COVID-19 | Non assegnata a causa della pandemia di COVID-19 |
| 2022-2023 | Borgo San Donnino                                | Victor San Marino                                | 3-2                                              | Bologna (Corticella)                             |                                                  |                                                  |
| 2023-2024 | Cittadella Vis Modena                            | Sasso Marconi                                    | 1-0                                              | Riale                                            |                                                  |                                                  |
| 2024-2025 | Correggese                                       | Tropical Coriano                                 | 3-0                                              | Riale                                            |                                                  |                                                  |

## Partecipazioni
In 35 stagioni di Eccellenza hanno partecipato le 196 seguenti squadre (in grassetto le squadre che sono in organico nella stagione 2025-2026):
- 30:  Savignanese

- 29:  Massa Lombarda

- 25:  Colorno

- 24:  Rolo

- 22:  Bibbiano San Polo[4],  Cervia,  Formigine[5]

- 21:  Correggese

- 19:  Alfonsine[6]

- 18:  Bagnolese

- 17:  Argentana,  Fiorano,  Sant'Agostino

- 16:  Cattolica,  Scandiano

- 15:  Castrocaro,  Copparese,  Faenza,  Misano,  San Felice,  Viadana

- 14:  Salsomaggiore,  Sampierana

- 13:  Castellarano,  Corticella,  Fidentina,  Masi Torello,  Virtus Castelfranco,  Virtus Pavullese

- 12:  Arcetana,  Ozzanese,  Russi,  Sasso Marconi,  Terme Monticelli,  Traversetolo[7]

- 11:  Del Conca Morciano,  Medicina Fossatone[8],  Solierese

- 10:  Castelvetro[9],  Castenaso,  Crevalcore,  Granamica,  Maranello,  Nibbiano & Valtidone,  Pallavicino,  Progresso

- 9:  Agazzanese,  Boca,  Casalese,  Casumaro,  Cesenatico,  Comacchiese[10],  Crespellano,  Imolese,  Meletolese,  Sanmichelese,  Sanpaimola,  Tropical Coriano,  Vignolese

- 8:  Centese,  Cittadella Vis Modena,  Classe,  Crociati,  Folgore Rubiera

- 7:  Axys Zola[11],  Cava Ronco,  Diegaro,  Fidenza,  Molinella,  Pianorese,  Santarcangelo

- 6:  Casalese,  Dorando Pietri Carpi,  Fabbrico,  Fiorenzuola,  Lentigione,  Longiano,  Mezzolara,  United Riccione,  Vis San Prospero,  Zola Predosa[12]

- 5:  Anzolavino,  A.S.A.R. Riccione,  Atletic Pico Concordia,  Baracca Lugo,  Brescello,  Campagnola,  Felino,  Fusignano,  Reno Centese,  Ribelle Castiglione,  Sammartinese,  Sammaurese,  San Secondo Parmense,  Sporting Forlì,  Verucchio,  Voltana

- 4:  Bagnacavallo,  Bellaria Igea Marina,  Borgo San Donnino,  Casalgrandese,  Del Duca Grama,  Dozzese,  Finale,  Libertas Argile,  Marignanese,  Meldola,  Persicetana,  Pietracuta,  Pontenurese,  Pontolliese,  Real San Lazzaro,  San Marino

- 3:  Cotignola,  Folgore Bagno,  Giacomense,  Modenese,  Ravenna,  Riccione,  San Pietro in Vincoli,  Sant'Antonio,  Santagatese,  Terre di Castelli,  Torconca,  Vadese Sole Luna,  Valsanterno,  Vigor Carpaneto,  Voltese

- 2:  Bentivoglio,  Carpi,  Casalecchio,  Casalgrande,  Collecchio,  Conselice,  Faro,  Forlì,  Gambettola,  Gotico Garibaldina,  La Pieve Nonantola,  Low Ponte,  Luzzara,  Novese,  Ostellato,  Osteria Grande,  Poggese,  Polesine,  Polinago,  Portuense,  Real Panaro,  Real Val Baganza,  Reggiolo,  Reno,  Romagna Centro,  Royale Fiore,  Sampolese,  San Lazzaro,  San Nicolò Marsaglia,  Sant'Ilario,  Solarolo,  Vianese,  Virtus Roteglia,  Vis Novafeltria

- 1:  Ars et Labor Ferrara,  Atletic Città dei Ragazzi Mutina,  Atletico Van Goof,  Bobbiese,  Boretto,  Busseto,  Cadelboschese,  Carignano,  Carpineti,  Castel San Pietro,  Castellana,  Castellana Fontana,  Commessaggese,  Dovadola,  Fratta Terme,  Galliera,  Guastalla,  Malba,  Mantova,  Mesola,  Mirandolese,  Montecchio,  Piacenza,  Porto Mantovano,  Pro Piacenza[13],  Real Sarsina,  Rimini,  Rosselli Mutina,  Rubierese,  Sassolese San Giorgio,  Sporting Club Vallesavio,  Valtarese,  XII Morelli

## Diffusione nella cultura di massa
Il Campionato di Eccellenza Emilia Romagna diventa protagonista, nella stagione 2004-2005, del reality show di Italia 1 Campioni: il sogno, condotto da Ilaria D'Amico, che trasmette le partite del Cervia. La compagine romagnola, sotto la guida tecnica di Ciccio Graziani,  conquista la serie D.